# 夢と色でできている
『夢と色でできている』（ゆめといろでできている）は、fengから2019年2月22日発売の18禁恋愛アドベンチャーゲームである。

## 概要
当初は2015年に発売予定だった。2014年のコミックマーケットでグッズが販売された。2015年冬の秋葉原電気外祭りでは飛鳥井 姫色と黒羽 かもめが公式ビジュアルブックレットの表紙を飾ったほか、複数のグッズが販売された。
長らく動きがなかったが、2018年5月5日に公式サイトが公開された。当初は2019年1月25日予定とされたものの、延期して2019年2月22日に発売された。
本作発売後の2019年9月30日に発売元のfengが破産手続きを開始したため、これが同ブランドの最終作となった。

## ストーリー
幼少時に主人公達は自称"地球防衛軍"を結成していたが、飛鳥井姫色の転校により疎遠になっていた。数年後に主人公の通う学校に姫色が転校生として再び現れ、物語が動き出す。

## 登場人物
飛鳥井 姫色（あすかい ひいろ）
声 - 桃山いおん
幼馴染のグループのリーダー格で"神門防衛部"を創設。
乙原 恋（おんばら れん）
声 - 藤咲ウサ
普段は優等生で品行方正であるが、主人公の前では小悪魔系女子になる妹。
黒羽 かもめ（くろばね かもめ）
声 - 小波すず
かつては主人公を影で支えていた。優しく世話焼きタイプ。
七夕 紫織（たなばた しおり）
声 - 白月かなめ
様々な格闘術を嗜むお淑やかな少女。保護者的な立場。
刻乃 雲（ときの くも）
声 - 柚原みう
寡黙で実家が神社で巫女をしており、超常現象に関心を持つ。

## 製作スタッフ
- 原画・キャラクターデザイン - karory
- シナリオ - なかひろ

## 主題歌
オープニングテーマ「夢と色でできている」
作詞・作曲・編曲 - 堀江晶太 / 歌 - 佐咲紗花
エンディングテーマ「これくらいで」
作詞・作曲・編曲 - 堀江晶太 / 歌 - 藍月なくる

### 雑誌
- 『TECH GIAN』、KADOKAWA、2015年2月号。
- 『TECH GIAN』、KADOKAWA、2016年2月号。